# Justus Olshausen

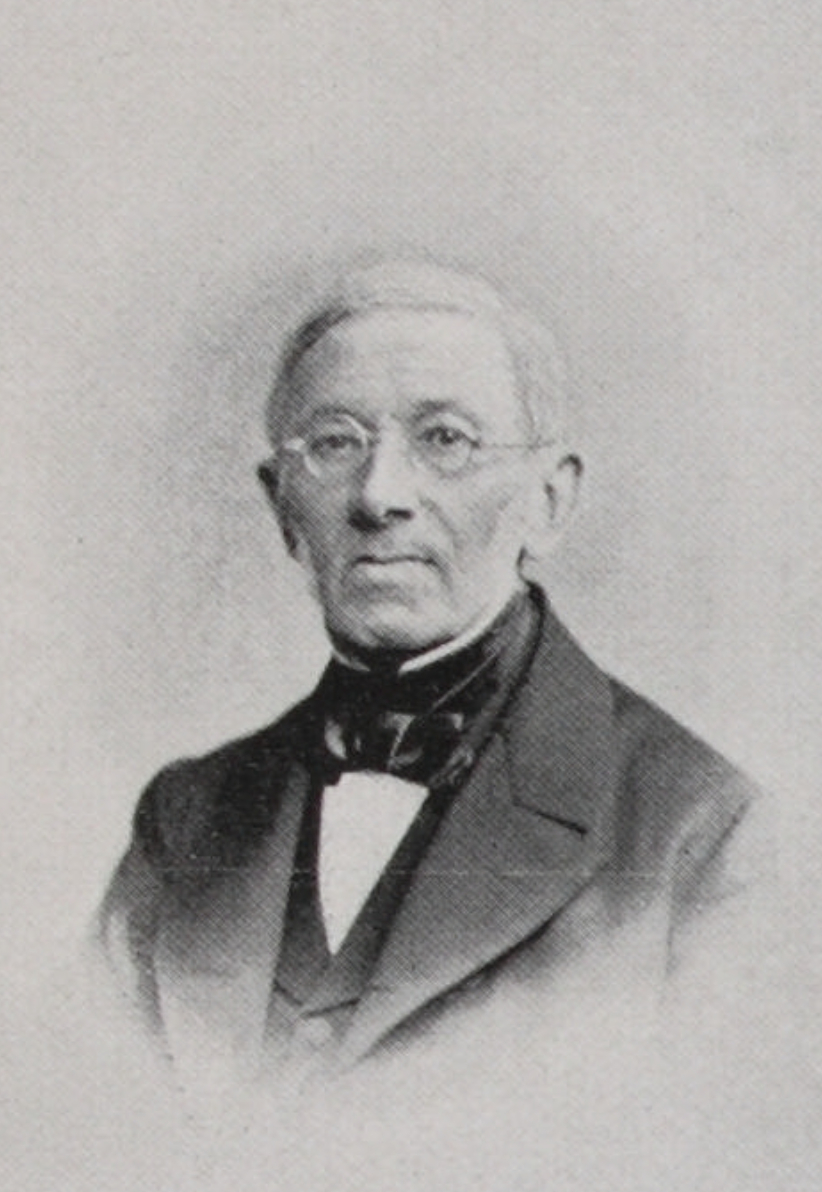
Justus Olshausen

Justus Olshausen (* 9. Mai 1800 in Hohenfelde (Steinburg); † 28. Dezember 1882 in Berlin) war ein deutscher Orientalist und Hochschullehrer. 

## Herkunft
Justus Olshausen war zweitälteste Sohn des Superintendenten Detlev Olshausen und der Ida Gabriele Friederikke Olshausen, geb. Hoyer (* 3. Dezember 1711 in Süderau; † 25. April 1804 in Glückstadt). Hermann Olshausen, Theodor Olshausen und Wilhelm Olshausen sind seine Brüder.

## Leben
Olshausen besuchte Schulen in Eutin und Glückstadt, anschließend studierte er orientalische Sprachen an der Christian-Albrechts-Universität Kiel, der Friedrich-Wilhelms-Universität Berlin und der Sorbonne (bei Silvestre de Sacy). Während seines Studiums wurde er 1816 Mitglied der Alten Kieler Burschenschaft und nahm am ersten Wartburgfest von 1817 teil.
Gleich nach seiner Promotion in Kiel zum Dr. phil. wurde er 1823 von der Kieler Universität als außerordentlicher und 1830 als ordentlicher Professor berufen. Wie sonst nur Niels Nikolaus Falck war er fünfmal Rektor der CAU: 1836/37, 1839/40, 1840/41, 1845/46 und 1846/47. 1841 unternahm er eine wissenschaftliche Reise in den Orient. 1848 wurde er Kurator der Christian-Albrechts-Universität.
Zugleich war er zur Zeit der Schleswig-Holsteinischen Erhebung (bis 1849) Vizepräsident der Landesversammlung. Mit ihr stemmte er sich gegen den immer stärkeren Druck des Königreichs Dänemark auf die deutschen Herzogtümer Schleswig und Holstein. Als die Schleswig-Holsteinische Armee den Schleswig-Holsteinischen Krieg verloren hatte, wurde Olshausen deshalb 1852 von der Krone Dänemark seiner Stellung als Kurator und bald darauf auch seines Ordinariats enthoben. 1853 ging er an die Albertus-Universität Königsberg, an der sein Bruder Hermann von 1827 bis 1834 o. Professor für Evangelische Theologie gewesen war. Justus war Oberbibliothekar der Universitätsbibliothek Königsberg und lehrte orientalische Sprachen.
Von Ende 1858 bis 1874 (über die drei Einigungskriege hinweg) war er vortragender Rat und Referent für alle preußischen Universitäten im Preußischen Ministerium der geistlichen, Unterrichts- und Medizinalangelegenheiten in Berlin. 1853 wurde er zum auswärtigen Mitglied der Göttinger Akademie der Wissenschaften gewählt. Ab 1860 war er ordentliches Mitglied der Kgl. Preußischen Akademie der Wissenschaften. Seit 1864 war er korrespondierendes Mitglied der Russischen Akademie der Wissenschaften.
Justus Olshausen starb 1882 im Alter von 82 Jahren in Berlin und wurde auf dem Alten St.-Matthäus-Kirchhof in Schöneberg beigesetzt. Das Grab ist nicht erhalten geblieben.

## Familie
Olshausen war zweimal verheiratet. Seine erste Ehefrau ist im Gotha nicht genannt. Er heiratete am 24. Februar 1831 Marie Luise Michaelis (* 15. Dezember 1805; † 29. August 1874), eine Tochter des Gottfried Philipp Michaelis (1768–1811).
Olshausens Söhne waren u. a. der Gynäkologe Robert Michaelis von Olshausen, der Chemiker Otto Olshausen und der Oberreichsanwalt und Senatspräsident am Reichsgericht Justus von Olshausen. Die Haupterschließungsstraße zur Kieler Universität ist, anders als manchmal behauptet, nicht nach Justus Olshausen, sondern nach seinem Bruder Theodor benannt.

## Mitgliedschaften
Justus Olshausen war Mitglied der Deutschen Morgenländischen Gesellschaft.

## Werke
- Kritische Ausgabe des Zendavesta in zwei Bänden (in lateinischer Sprache): Vendidad Zend-Avestae pars XX: adhuc superstes. Hamburg 1829. (Digitalisat)
- Emendationen zum Alten Testament. Maack, Kiel 1826. (Digitalisat)
- Zur Topographie des alten Jerusalem. Schwer, Kiel 1833. (Doigitalisat)
- Die Pehlewilegenden auf den Münzen der letzten Sâsâniden. Engelmann, Kopenhagen/Leipzig 1843. (Digitalisat)
- Codices orientales Bibliothecae Regiae Havniensis. Katalog der arabischen und persischen Handschriften der königlichen Bibliothek in Kopenhagen. Schultz, Kopenhagen 1851–1857. (PDF)
- Die Psalmen. Hirzel, Leipzig 1853. (Digitalisat)
- Lehrbuch der hebräischen Sprache. Vieweg, Braunschweig 1861. (Digitalisat)
- Prüfung des Charakters der in den assyrischen Keilschriften enthaltenen semitischen Sprache. Berlin 1865